# Telefuturo
Telefuturo è un canale televisivo paraguaiano nato il 12 novembre 1997 del Grupo Acción Multimedios Vierci.
Gli studi televisivi si trovano a Villa Mora.

## Storia
Le trasmissioni incominciano il 12 novembre 1997 sotto la direzione di Led Monteiro. Con il passare degli anni, il segnale della rete riesce a coprire il 98% della popolazione. 
La programmazione iniziale del canale comprendeva, tra le altre, cartoni animati, film e telenovele messicane; diventando uno dei canali più visti del paese. Le autoproduzioni sono fatte grazie alla collaborazione della catena Televisa e comprendono notiziari, reality show e programmi di intrattenimento.

## Loghi
Nei vari anni, si sono succeduti diversi loghi:
| Periodo                           | Descrizione |
| --------------------------------- | --- |
| 12 novembre 1997 - 19 aprile 2010 | Consiste in una sfera color blu scuro circondata da tre anelli di color rosso. All'interno di essi, troviamo tre parallelogrammi, di diverse dimensioni, che formano una "F".         |
| 19 aprile 2010 - 12 marzo 2011    | Con la stessa forma del precedente, però il colore della sfera è più chiaro e gli anelli sono di colore bianco.                                                                       |
| 12 marzo 2011 - 1º luglio 2011    | Il logo rimane lo stesso, ma rimpicciolisce. Aggiunge due ornamenti (uno di colore rosso e uno di colore bianco) e un rosone paraguaiano in occasione del bicentenario della nazione. |
| 1º luglio 2011 - attualmente      | Sfera color blu scuro. |

## Palinsesto

### Attualmente in onda
I programmi attualmente in onda sono i seguenti:

#### Notiziari
- Dia a Dia
- Vive la vida
- El Resumen
- El Deportivo
- Meridiano Informativo
- Telediario
- Hotel de Estrellas
- Telediario 360°
- Futbol a lo Grande
- Desafio de Campeones
- Tercer Tiempo
- Coche a la Vista
- La Liga
- La Lupa
- E40 Tv
- El Conejo
- Tradición y Cultura
- Domingo en Familia
- Telebingo
- Futbol de Primera Paraguay

#### Telenovele e serie televisive
- Quiero amarte
- Lo que la vida me robó
- Por siempre mi amor
- Sueña conmigo
- El Chavo
- I Simpson